# شلتر آیلند (حوزه سرشماری)، نیویورک
شلتر آیلند (به انگلیسی: Shelter Island) یک منطقهٔ مسکونی در ایالات متحده آمریکا است که در شهرستان سافک، نیویورک واقع شده‌است. شلتر آیلند ۱۷٫۳ کیلومتر مربع مساحت و ۱٬۳۳۳ نفر جمعیت دارد و ۱۶ متر بالاتر از سطح دریا واقع شده‌است.